# Dara Costelloe
Dara Costelloe, né le 11 décembre 2002 à Limerick, est un footballeur irlandais qui évolue au poste d'ailier ou avant-centre.

## Biographie

### Carrière en club

#### Débuts en Irlande
Né à Limerick, dans le comté du même nom, Costelloe a d'abord été formé à l'Aisling Annacotty avant de rejoindre l'équipe des moins de 15 ans de Galway United en 2017,,,. Il fait ses débuts en Championnat d'Irlande avec le club de Galway le 31 août 2018, à seulement 15 ans, remplaçant Evan Coyne lors d'une défaite 2-0 contre Finn Harps,. Il signe son premier contrat professionnel avec l'équipe irlandaise un jour plus tard.

#### Essors dans le Nord de l'Angleterre
En février 2021, il rejoint le club de Premier League de Burnley, où il s'entraine déjà depuis l'été précédent, intégrant l'équipe des moins de 23 ans de Steve Stone jusqu'en juin 2022.
Il voit son contrat prolongé à l'échéance du précédant, après avoir brillé en Premier League 2, terminant la saison 2021-22 comme meilleur buteur des siens avec douze buts, comptant également plusieurs apparitions sur le banc de l'équipe première en Premier League, qui finit par être reléguée en deuxième division anglaise,.
Costelloe fait ses débuts professionnels le 29 juillet 2022, titularisé pour le premier match de la saison, une victoire 1-0 contre Huddersfield Town en Championship au Kirklees Stadium. Cette rencontre signe aussi les débuts de Vincent Kompany comme entraineur de l'équipe anglaise, dans une saison qui aboutira à une remontée immédiate et un titre de champion de deuxième division,.
Malgré un début de saison comme titulaire, Costelloe  est lui victime d'une blessure qui le maintien en dehors des terrains pendant plusieurs mois,. Afin de gagner en temps de jeu, il est prêté au Bradford City en League Two le 13 janvier 2023, pour le reste de la saison 2022-23,.
Le 2 janvier 2024, il est prêté au Dundee.

### Carrière en sélection
Déjà évoqué par Jim Crawford (en) comme un potentiel sélectionné en mai 2022, il est officiellement convoqué avec les espoirs irlandais en septembre 2022,. Présent dans le groupe qui doit jouer les éliminatoires du Championnat d'Europe espoirs, il ne fait toutefois pas ses débuts, dans une période où il est déjà diminué physiquement,.

## Palmarès
| Burnley FC - Championship (1) - Champion en 2022-23 |